# Amy Acker
Amy Louise Acker (* 5. prosince 1976, Dallas, Texas, Spojené státy americké) je americká herečka, která se proslavila rolemi Winifred Burkle/Illyrii v seriálu Angel (2001–2004), Kelly Peyton v seriálu Alias (2005–2006), Root v seriálu Lovci zločinců (2012–2016) a roli Caitlin Strucker v seriálu X-Men: Nová generace (2017–2019).

## Životopis
Acker se narodila a vyrostla v Dallasu v Texasu. Do svých čtrnácti let se věnovala baletu a modernímu tanci. Na střední škole musela podstoupit operaci kolena, která pro ní znamenala konec s baletní kariérou. Odmaturovala na střední škole Lake Highlands High School v Dallasu. Bakalářský titul získala na univerzitě Southern Methodist University.

## Kariéra
Svojí kariéru zahájila díky modelingu, kterému se začala věnovat ve třetím ročníku univerzity. Díky modelingu se dostala i do Japonska, kde nafotila fotky pro katalog. V televizi se poprvé objevila v roce 1999, po několika epizodních rolích hrála v letech 2001–2004 v seriálu Angel, nejprve Fred Burkleovou a následně Illyrii.
V dalších letech hostovala např. v seriálech Lovci duchů, Jak jsem poznal vaši matku, Zákon a pořádek: Zločinné úmysly, No Ordinary Family, Kriminálka Las Vegas, Grimm, Bylo, nebylo, Skladiště 13 či Agenti S.H.I.E.L.D. Větší role ztvárnila v seriálech Alias (2005–2006), Drive (2007), Dům loutek (2009–2010; Claire Saundersová), Happy Town (2010) a Lovci zločinců (2012–2016). Na filmovém plátně se objevila např. ve snímcích Chyť mě, když to dokážeš (2002), Chata v horách (2012) či Mnoho povyku pro nic (2012).
V březnu roku 2017 byla obsazena do role Caitlin Strucker v seriálu stanice Fox X-Men: Nová generace.

## Osobní život
V roce 2003 se vdala za herce Jamese Carpinella. V roce 2005 se jim narodil syn a o rok později dcera.

## Filmografie

### Film
| Rok  | Název                     | Role           | Poznámky            |
| ---- | ------------------------- | -------------- | ------------------- |
| 2001 | The Accident              | Nina           |                     |
| 2002 | Návštěvník                | Kate           |                     |
| 2002 | Chyť mě, když to dokážeš  | Miggy          |                     |
| 2005 | Mr. Dramatic              | Jodi           | krátkometrážní film |
| 2006 | Novic                     | Jill Yarrut    |                     |
| 2009 | 21 and a Wake-Up          | Caitlin Murphy |                     |
| 2011 | Sironia                   | Molly Fisher   |                     |
| 2012 | Chata v horách            | Wendy Lin      |                     |
| 2012 | Mnoho povyku pro nic      | Beatrice       |                     |
| 2014 | Let's Kill Ward's Wife    | Geena Bradford |                     |
| 2016 | The Energy Specialist     | Claire         |                     |
| 2017 | Amanda & Jack Go Glamping | Amanda         |                     |
| 2020 | Superman: Red Son         | Lois Laneová   | hlas                |

### Televize
| Rok        | Název                                                     | Role                               | Poznámky                                                                            |
| ---------- | --------------------------------------------------------- | ---------------------------------- | ----------------------------------------------------------------------------------- |
| 1998       | Wishbone                                                  | Catherine Morland                  | díl: „Pup Fiction“                                                                  |
| 1999       | Sloužit a chránit                                         | Melissa Jorgensen                  | TV film                                                                             |
| 1999       | Wishbone                                                  | Priscilla / Venus                  | 2 díly                                                                              |
| 2001–2004  | Angel                                                     | Winifred 'Fred' Burkle / Illyria   | vedlejší role (2. řada); hlavní role (3.–5. řada)                                   |
| 2003       | Návrat do netopýří jeskyně: Adam a Burt po třiceti letech | Bonnie Lindsay                     | TV film                                                                             |
| 2005       | Lovci duchů                                               | Andrea Barr                        | díl: „Dead in the Water“                                                            |
| 2005–2006  | Justice League Unlimited                                  | Lovkyně / Helena Bertinelli (hlas) | 4 díly                                                                              |
| 2005–2006  | Alias                                                     | Kelly Peyton                       | hlavní role (5. řada); 13 dílů                                                      |
| 2006       | Jak jsem poznal vaši matku                                | Penelope                           | díl: „No tak!“                                                                      |
| 2007       | Drive                                                     | Kathryn Tully                      | 3 díly                                                                              |
| 2007       | Zákon a pořádek: Zločinné úmysly                          | Leslie LeZard                      | díl: „Úsměv“                                                                        |
| 2007       | Posel ztracených duší                                     | Tessa                              | díl: „Weight of What Was“                                                           |
| 2008       | Hlasy mrtvých                                             | Ellie Daly                         | TV film                                                                             |
| 2008       | Dračí příběh                                              | princezna Luisa                    | TV film                                                                             |
| 2008       | October Road                                              | dívka v modré uniformě             | díl: „Dancing Days Are Here Again“                                                  |
| 2008       | October Road                                              | Jenny Bristol                      | díl: „Hat? No Hat?“                                                                 |
| 2008       | Private Practice                                          | Molly Madison                      | díl: „A Family Thing“                                                               |
| 2009–2010  | Dům loutek                                                | Dr. Claire Saunders                | vedlejší role, 14 dílů                                                              |
| 2010       | Lidský terč                                               | Katherine Walters                  | díl: „Christopher Chance“                                                           |
| 2010       | Dobrá manželka                                            | Trish Arkin                        | díl: „Rozhodnutí“                                                                   |
| 2010       | Happy Town                                                | Rachel Conroy                      | hlavní role, 8 dílů                                                                 |
| 2010       | No Ordinary Family                                        | Amanda Grayson                     | 3 díly                                                                              |
| 2011       | Dear Santa                                                | Crystal Carruthers                 | TV film                                                                             |
| 2011, 2013 | Kriminálka Las Vegas                                      | Sandy Colfax                       | 2 díly                                                                              |
| 2012       | Grimm                                                     | Lena Marcenko                      | díl: „Pavoučí žena“                                                                 |
| 2012       | Bylo, nebylo                                              | Astrid / Nova                      | díl: „Snílek“                                                                       |
| 2012       | Skladiště 13                                              | Tracey                             | díl: „Naši blízcí“                                                                  |
| 2012–2016  | Lovci zločinců                                            | Samantha "Root" Groves             | hostující role (1. řada); vedlejší role(2. řada); hlavní role (3.–5. řada); 65 dílů |
| 2013       | Scooby-Doo: Záhady s.r.o.                                 | Nova (hlas)                        | 4 díly                                                                              |
| 2014       | Agenti S.H.I.E.L.D.                                       | Audrey Nathan                      | díl: „The Only Light in the Darkness“                                               |
| 2015       | Láska jako z románu                                       | Sophie                             | TV film                                                                             |
| 2015, 2018 | Kravaťáci                                                 | Esther Edelstein                   | 3 díly                                                                              |
| 2016–2017  | MacGyver                                                  | Sarah Adler                        | 2 díly                                                                              |
| 2016       | A Nutcracker Christmas                                    | Lily                               | TV film                                                                             |
| 2017–2019  | X-Men: Nová generace                                      | Caitlin Strucker                   | hlavní role, 29 dílů                                                                |
| 2019       | Chirurgové                                                | Kathleen Shepherd                  | díl: „Good Shepherd“                                                                |
| 2020       | God Friended Me                                           | Tammy                              | díl: „Almost Famous“                                                                |
| 2021       | All Rise                                                  | Georgia Knight                     | 2 díly                                                                              |
| 2021       | Crashing Through the Snow                                 | Maggie                             | TV film                                                                             |
| 2021       | V plamenech                                               | Catherine                          | 4 díly                                                                              |

### Internet
| Rok       | Název             | Role       | Poznámky |
| --------- | ----------------- | ---------- | -------- |
| 2008      | Who Cut the Cake? | Ellen      | 3 díly   |
| 2013      | Husbands          | Claudia    |          |
| 2015–2017 | Con Man           | Dawn Jones | 8 dílů   |